# Eugen Diethelm
Eugen Diethelm es un esquiador y medallista paralímpico suizo.

## Carrera
Representó a Suiza en los Juegos Paralímpicos de Invierno de 1976, 1980 y 1984. En total ganó una medalla de oro, una de plata y una de bronce. 
También compitió en eslalon gigante masculino para el evento de amputados por encima de la rodilla en esquí para discapacitados, un deporte de demostración en los Juegos Olímpicos de Invierno de 1984. 

## Palmarés
| Año  | Competencia                          | Ubicación            | Posición      | Evento                | Registro |
| ---- | ------------------------------------ | -------------------- | ------------- | --------------------- | -------- |
| 1976 | Juegos Paralímpicos de Invierno 1976 | Örnsköldsvik, Suecia | Primer lugar  | Eslalon gigante II    | 2: 47,83 |
| 1976 | Juegos Paralímpicos de Invierno 1976 | Örnsköldsvik, Suecia | segundo lugar | Combinación Alpina II | 0: 47,52 |
| 1980 | Juegos Paralímpicos de Invierno 1980 | Geilo, Noruega       | tercer lugar  | Eslalon gigante 2A    | 2: 26,93 |
| 1984 | Juegos Paralímpicos de Invierno 1984 | Innsbruck, Austria   | tercer lugar  | Eslalon gigante LW4   | 1: 26,46 |